# زياد هب الريح
زياد محمود محمد هب الريح (9 يونيو 1960 - ) قيادي في حركة فتح، ورئيس جهاز الأمن الوقائي الفلسطيني في الضفة الغربية، ولد في مدينة جنين، حيث اتخذ عرفات قرارا بتعيين (اللواء زهير المناصرة ) قائدا اصلاحيا لجهاز الأمن الوقائي في الضفة الغربية 2002-2004 ...ومن ثم تولى رئاسة الجهاز زياد هب الريح بعد الرجوب والمناصرة.
قبل ذلك كان من نشطاء حركة فتح قبل وخلال الانتفاضة الأولى في شمال الضفة الغربية وقد اعتقل لعدة سنوات على خلفية نشاطه في الحركة وحاليا وبحكم موقعه على قمة الهرم في الأمن الوقائي الفلسطيني حاز على عضوية المجلس الثوري لحركة فتح.

## يعتبر انتصار حماس على إسرائيل ضرر له
أثناء الحرب على غزة 2014 حذر زياد هب الريح من الفرح لانتصار حركة حماس في غزة على العدوان الإسرائيلي، واصفاً ذلك بالانعكاسات السلبية على جهاز وضباط الأمن الوقائي الفلسطيني.
وقال لضباطه: (لا تفرحوا إذا انتصرت حماس في غزة، فهذا سيجلب لنا الضرر في الضفة)، محذرًا من تفاعل بعض عناصر الأمن الوقائي مع إنجازات المقاومة الفلسطينية في غزة.
واستطال هب الريح كثيرًا في الحديث عن الانعكاسات التي ستحدث في الضفة الغربية في حال انتصرت المقاومة في غزة، مطالبًا ضباطه بعدم الانجرار لذلك.